# Радянська (станція метро, Самара)
53°12′06″ пн. ш. 50°13′18″ сх. д. / 53.20167° пн. ш. 50.22167° сх. д.
«Радянська» (рос. Советская) — станція Самарського метрополітену. Розташована на 1-й лінії між станціями «Перемога» і «Спортивна».
Станція розташована під рогом вулиць Юрія Гагаріна і Радянської Армії.

## Вестибюлі
На станції побудовано тільки один вестибюль, сполучений з підземним переходом сходами — другий не добудовано і використовується як склад і запасний вихід.
Вихід у місто на вулиці Гагаріна, Перемоги та Запорізьку.

## Технічна характеристика
Конструкція станції — колонна трипрогінна мілкого закладення (глибина закладення — 8 м). Споруджена зі збірних залізобетонних конструкцій за типовим проектом.

## Оздоблення
Колійні стіни оздоблені рожево-червоним мармуром, підлога — світло-сірим гранітом. Плафони розташовані в поглибленнях на стелі.  Над сходами розміщені рельєфні панно з туфу, покритого спеціальним кольоровим складом, що символізують 15 союзних республік.

## Ресурси Інтернету
- «Радянська» на сайті Самаратранс.info(рос.)
- «Радянська» на сайті «Прогулянки по метро»(рос.)